# 新塞利夫卡 (扎切皮利夫卡市鎮)
49°17′10″N 35°7′28″E / 49.28611°N 35.12444°E
新塞利夫卡（烏克蘭語：Новоселівка）是位於烏克蘭東部的村莊，由哈爾科夫州别列斯京区的扎切皮利夫卡市鎮負責管轄。該村始建於1820年，面積2.24平方公里，海拔高度85米，2001年人口701，人口密度每平方公里313.5人。